# Vélo Club SOVAC
Vélo Club SOVAC war ein algerisches Radsportteam mit Sitz in Algier.
Die Mannschaft wurde 2012 gegründet und nahm als Continental Team an den UCI Continental Circuits teil. Manager war Kheider Oulmi, der von den Sportlichen Leitern Mohamed Mokhtari und Abdelkader Reguigui unterstützt wurde. Das Team wurde 2016 nicht mehr bei der Union Cycliste Internationale registriert. 2017 wurde das Team wieder bei UCI registriert und zwar als Continental Team.

## Saison 2015

### Erfolge in der Africa Tour
| Datum        | Rennen                                         | Kat. | Fahrer                |
| ------------ | ---------------------------------------------- | ---- | --------------------- |
| 16. März     | 1. Etappe Tour International de Sétif          | 2.2  | Nabil Baz             |
| 16.–19. März | Gesamtwertung Tour International de Sétif      | 2.2  | Nabil Baz             |
| 26. März     | 2. Etappe Tour International de Constantine    | 2.2  | Abderrahmane Mansouri |
| 15. Juni     | Algerische Meisterschaft – Straßenrennen (U23) | NC   | Abderrahmane Mansouri |
| 15. Juni     | Algerische Meisterschaft – Straßenrennen       | NC   | Abderrahmane Mansouri |

### Abgänge – Zugänge
| Zugänge         | Team 2014 | Abgänge           | Team 2015                                |
| --------------- | --------- | ----------------- | ---------------------------------------- |
| Hichem Mokhtari | Neoprofi  | Adel Barbari      | Groupement Sportif des Pétrolier Algérie |
|                 |           | Djelloul Benoua   | Unbekannt                                |
|                 |           | Abdesslam Dahmane | Unbekannt                                |

### Mannschaft
| Name                                 | Geburtstag        | Nationalität | Team 2016                                |
| ------------------------------------ | ----------------- | ------------ | ---------------------------------------- |
| Hichem Amari                         | 29. März 1995     | Algerien     |                                          |
| Nabil Baz (bis 20. Mai)              | 6. Juni 1987      | Algerien     |                                          |
| Nadir Benrais                        | 9. September 1994 | Algerien     |                                          |
| Mohamed Bouzidi                      | 6. Mai 1994       | Algerien     |                                          |
| Abdelghanie Fellah                   | 11. Dezember 1995 | Algerien     |                                          |
| Sid Ali Fellah                       | 13. August 1990   | Algerien     |                                          |
| Karim Hadjbouzit                     | 10. Februar 1991  | Algerien     |                                          |
| Abderrahmane Hamza (bis 13. Juli)    | 19. Februar 1992  | Algerien     | Groupement Sportif des Pétrolier Algérie |
| Fayçal Hamza (bis 20. Mai)           | 6. September 1992 | Algerien     |                                          |
| Abderrahmane Mansouri (bis 14. Juli) | 13. Januar 1995   | Algerien     | Sharjah Team                             |
| Hamza Merdj                          | 16. Oktober 1993  | Algerien     |                                          |
| Hichem Mokhtari                      | 11. Dezember 1996 | Algerien     |                                          |
| Bilal Saada                          | 26. Oktober 1990  | Algerien     |                                          |

## Platzierungen in UCI-Ranglisten
UCI Africa Tour
| Saison | Mannschaftswertung | Fahrerwertung         |
| ------ | ------------------ | --------------------- |
| 2012   | 8.                 | Hichem Chaabane (28.) |
| 2013   | 2.                 | Hichem Chaabane (2.)  |
| 2014   | 7.                 | Adil Barbari (11.)    |
| 2015   | 9.                 | Bilal Saada (85.)     |

UCI Asia Tour
| Saison    | Mannschaftswertung | Fahrerwertung                |
| --------- | ------------------ | ---------------------------- |
| 2012-2013 | -                  | -                            |
| 2014      | 79.                | Abderrahmane Mansouri (366.) |
| 2015      | -                  | -                            |

UCI Europe Tour
| Saison    | Mannschaftswertung | Fahrerwertung           |
| --------- | ------------------ | ----------------------- |
| 2012      | 122.               | Hichem Chaabane (1020.) |
| 2013      | 121.               | Adil Barbari (967.)     |
| 2014-2015 | -                  | -                       |